# Establo Hanaregoma
El Establo Hanaregoma (放駒部屋, Hanaregoma beya) fue un establo de entrenamiento de sumo profesional. El recinto formó parte del ichimon Nishonoseki. Para septiembre de 2010, poseía un total de ocho luchadores activos.
El establo fue fundado en 1981 por el ex ōzeki Kaiketsu Masateru tras independizarse del establo Hanakago. Entre los luchadores que acompañaron a Kaiketsu estuvo Ōnokuni, el cual luego alcanzó la división makuuchi en 1983. En 1985, su establo hermano, Hanakago, fue cerrado y todos sus miembros restantes fueron transferidos a Hanaregoma, incluyendo a los futuros luchadores de alto rango Hananoumi y Hananokuni. Ōnokuni se convirtió en el sexagésimo segundo (62°) yokozuna en 1987. En sus últimos años, el establo obtuvo poco éxito, y no logró producir ningún sekitori tras el retiro de Shunketsu en 2008.
En agosto de 2010, el maestro Hanaregoma (Kaiketsu) se convirtió en presidente de la Asociación Japonesa de Sumo, posición que ocupó hasta 2012.
El 7 de febrero de 2013, debido al inminente retiro del maestro Hanaregoma, el establo fue absorbido por el establo Shibatayama fundado por Ōnokuni, el cual ya se había independizado en 1999.

## Dueños
- 1981–2013: El décimo noveno (19°) Hanaregoma (ex ōzeki Kaiketsu Masateru)

## Exluchadores destacados
- Ōnokuni (el sexagésimo segundo (62°) yokozuna)
- Hananoumi (ex komusubi)
- Hananokuni (ex maegashira)
- Misugiiso (ex maegashira)
- Shunketsu (ex maegashira)
- Komafudō (ex maegashira)
- Hidenohana (ex jūryō)
- Maeta (ex makushita)

## Gyōji
- Kimura Tamamitsu (san'yaku gyōji, de nombre real: Nobuhide Ueda)[4]
- Kimura Kichijiro (makushita gyōji, de nombre real: Masahiro Nishino)

## Yobidashi
- Katsuyuki (san'yaku yobidashi, de nombre real: Katsuyuki Koyama)